# Eduardo Callejo de la Cuesta
Eduardo Callejo de la Cuesta (Madrid, 21 de setembre de 1875 - 21 de gener de 1950) fou un advocat i polític espanyol, va ser ministre d'Instrucció Pública i Belles arts durant la dictadura del general Primo de Rivera i president del Consell d'Estat d'Espanya durant el franquisme.

## Biografia
Doctor en Dret per la Universitat de Valladolid, n'obtindrà la càtedra de Dret Natural el 1912.

### Dictadura de Primo de Rivera
Va ser ministre d'Instrucció Pública i Belles arts entre el 3 de desembre de 1925 i el 31 de desembre de 1930 període en el qual va reformar tant l'ensenyament secundari com la superior.
En l'àmbit de l'ensenyament secundari, el 1926, va estructurar el batxillerat en dos nivells: Elemental i Superior, va reduir la seva durada a sis anys i va establir dues especialitats: Ciències i Lletres.
En l'àmbit superior, el 1928 mitjançant el conegut com a "Pla Callejo" introduí una reforma universitària que va concedir, entre altres mesures, certa independència respecte als estudis a cada centre universitari, es van establir assignatures obligatòries i optatives establint un sistema de titulació uniforme arreu del país i, la més conflictiva de totes, l'adequació de l'educació universitària estatal al sistema establert per les universitats privades gestionades per jesuïtes i agustins que van provocar un fort rebuig entre professors i estudiants, amb nombroses vagues i que va ser una de les causes que provocarien la caiguda del règim.

### Franquisme
Després de la seva etapa ministerial, tornaria a la Universitat de Valladolid i amb l'adveniment de la dictadura del general Franco aconseguiria la càtedra de Filosofia del Dret, seria nomenat conseller permanent del Consell d'Estat aconseguit el 1945 la presidència d'aquest organisme.
Procurador en Corts designat pel Cap de l'Estat durant la I Legislatura de les Corts Espanyoles (1943-1946). Repetí càrrec el 1946 i 1949 en qualitat de president del Consell d'Estat d'Espanya.